# Gourdan-Polignan
Gourdan-Polignan est une commune française située dans le sud-ouest du département de la Haute-Garonne, en région Occitanie. Sur le plan historique et culturel, la commune est dans le pays de Comminges, correspondant à l’ancien comté de Comminges, circonscription de la province de Gascogne située sur les départements actuels du Gers, de la Haute-Garonne, des Hautes-Pyrénées et de l'Ariège.
Exposée à un climat océanique altéré, elle est drainée par la Garonne et par deux autres cours d'eau. La commune possède un patrimoine naturel remarquable : deux sites Natura 2000 (les « chaînons calcaires du Piémont Commingeois » et « Garonne, Ariège, Hers, Salat, Pique et Neste »), un espace protégé (« la Garonne, l'Ariège, l'Hers Vif et le Salat ») et six zones naturelles d'intérêt écologique, faunistique et floristique.
Gourdan-Polignan est une commune rurale qui compte 1 177 habitants en 2022. Elle appartient à l'unité urbaine de Montréjeau et fait partie de l'aire d'attraction de Saint-Gaudens. Ses habitants sont appelés les Gourdan-Polignanais ou  Gourdan-Polignanaises.
Jusqu'en 1902, la commune s'appelait Gourdan-Polignan-Seilhan, à cette date, Seilhan est devenu une commune indépendante.
Le patrimoine architectural de la commune comprend trois  immeubles protégés au titre des monuments historiques : la brèche du Picon, classée en 1956, le pont sur la Garonne, inscrit en 1984, et la Grotte de l'Éléphant, classée en  1956 puis en 2014 et en 2015.

## Géographie

### Localisation
La commune de Gourdan-Polignan se trouve dans le département de la Haute-Garonne, en région Occitanie.
Elle se situe à 92 km à vol d'oiseau de Toulouse, préfecture du département, à 13 km de Saint-Gaudens, sous-préfecture, et à 31 km de Bagnères-de-Luchon, bureau centralisateur du canton de Bagnères-de-Luchon dont dépend la commune depuis 2015 pour les élections départementales.
La commune fait en outre partie du bassin de vie de Montréjeau.
Les communes les plus proches sont : 
Montréjeau (1,6 km), Huos (2,0 km), Ausson (2,2 km), Seilhan (2,2 km), Mazères-de-Neste (2,4 km), Tibiran-Jaunac (3,5 km), Labroquère (3,9 km), Pointis-de-Rivière (4,0 km).
Sur le plan historique et culturel, Gourdan-Polignan fait partie du pays de Comminges, correspondant à l’ancien comté de Comminges, circonscription de la province de Gascogne située sur les départements actuels du Gers, de la Haute-Garonne, des Hautes-Pyrénées et de l'Ariège.
Gourdan-Polignan est limitrophe de six autres communes dont deux dans le département des Hautes-Pyrénées.
Les communes limitrophes sont Mazères-de-Neste, Tibiran-Jaunac, Ausson, Huos, Montréjeau et Seilhan.
| Montréjeau                         | Ausson           |      |
| Mazères-de-Neste (Hautes-Pyrénées) | Gourdan-Polignan | Huos |
| Tibiran-Jaunac (Hautes-Pyrénées)   | Seilhan          |      |

### Géologie et relief
La superficie de la commune est de 526 hectares ; son altitude varie de 411  à   635 mètres.
Le point culminant de la commune est le Picon Garros.

### Hydrographie

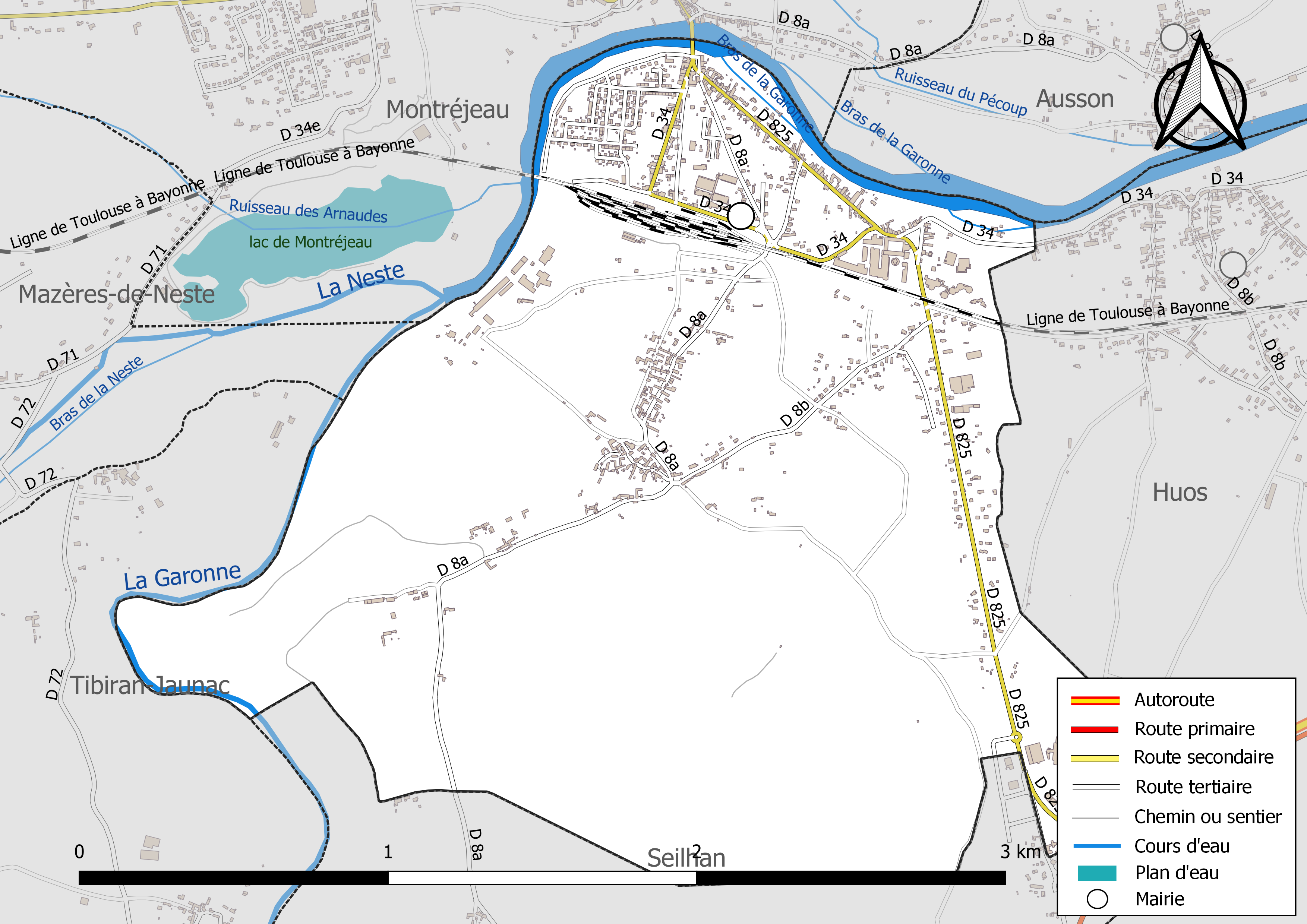
Réseaux hydrographique et routier de Gourdan-Polignan.

La commune est dans le bassin de la Garonne, au sein du bassin hydrographique Adour-Garonne. Elle est drainée par la Garonne, un bras de la Garonne et un bras de la Garonne, constituant un réseau hydrographique de 2 km de longueur totale,.
La Garonne est un fleuve principalement français prenant sa source en Espagne et qui coule sur 529 km avant de se jeter dans l’océan Atlantique.

### Climat
Pour des articles plus généraux, voir Climat de l'Occitanie et Climat de la Haute-Garonne.
En 2010, le climat de la commune est de type climat océanique altéré, selon une étude s'appuyant sur une série de données couvrant la période 1971-2000. En 2020, Météo-France publie une typologie des climats de la France métropolitaine dans laquelle la commune est exposée à un climat de montagne ou de marges de montagne et est dans la région climatique Pyrénées centrales, caractérisée par une pluviométrie annuelle de 1 000 à 1 200 mm.
Pour la période 1971-2000, la température annuelle moyenne est de 11,6 °C, avec une amplitude thermique annuelle de 14,8 °C. Le cumul annuel moyen de précipitations est de 998 mm, avec 9,8 jours de précipitations en janvier et 6,9 jours en juillet. Pour la période 1991-2020, la température moyenne annuelle observée sur la station météorologique la plus proche, située sur la commune de Clarac à 5 km à vol d'oiseau, est de 12,5 °C et le cumul annuel moyen de précipitations est de 804,9 mm,. Pour l'avenir, les paramètres climatiques de la commune estimés pour 2050 selon différents scénarios d’émission de gaz à effet de serre sont consultables sur un site dédié publié par Météo-France en novembre 2022.

### Milieux naturels et biodiversité

#### Espaces protégés
La protection réglementaire est le mode d’intervention le plus fort pour préserver des espaces naturels remarquables et leur biodiversité associée,.
Un  espace protégé est présent sur la commune : 
« la Garonne, l'Ariège, l'Hers Vif et le Salat », objet d'un arrêté de protection de biotope, d'une superficie de 1 658,7 ha.

#### Réseau Natura 2000

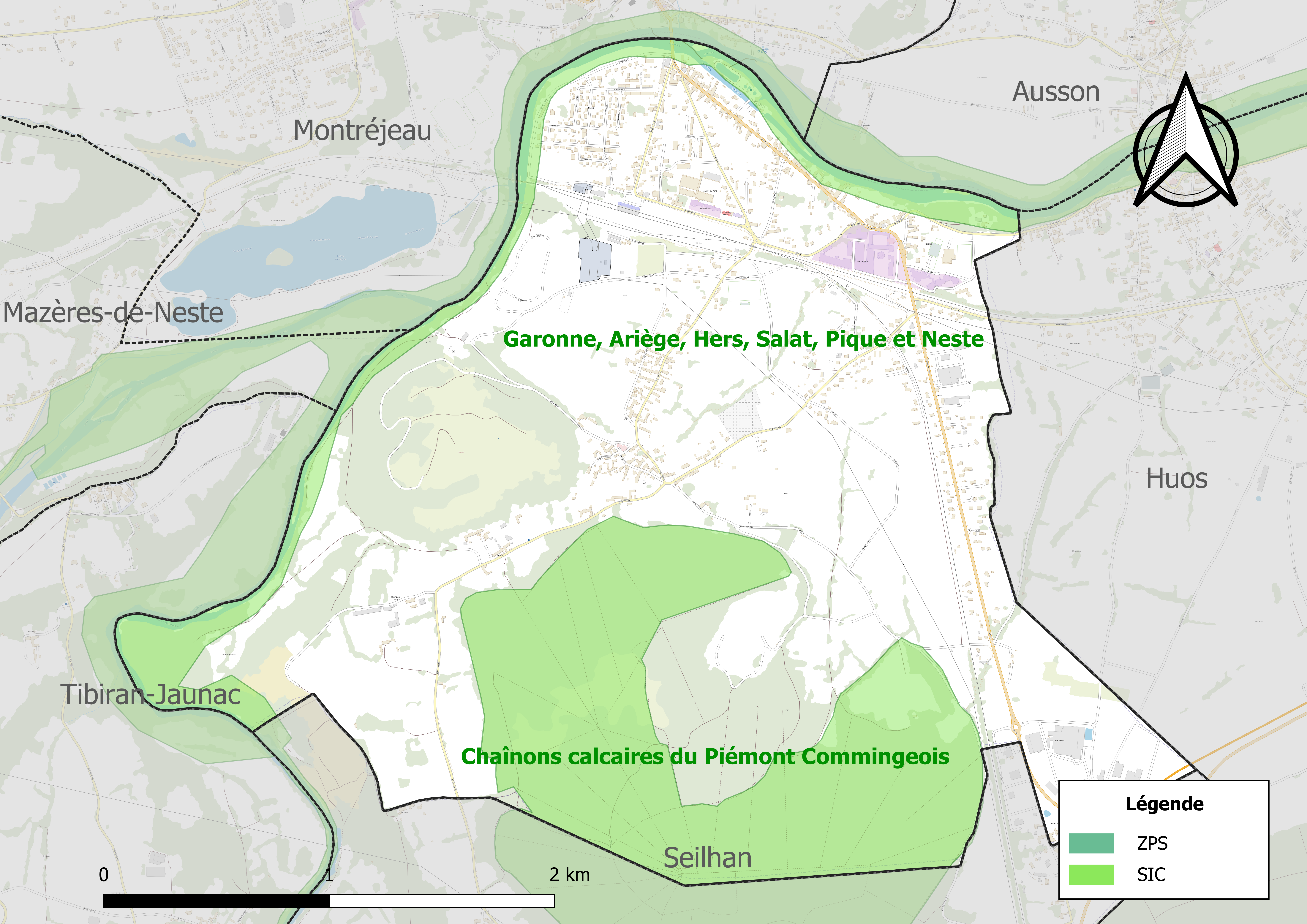
Sites Natura 2000 sur le territoire communal.

Le réseau Natura 2000 est un réseau écologique européen de sites naturels d'intérêt écologique élaboré à partir des directives habitats et oiseaux, constitué de zones spéciales de conservation (ZSC) et de zones de protection spéciale (ZPS).
Deux sites Natura 2000 ont été définis sur la commune au titre de la directive habitats : 
- les « chaînons calcaires du Piémont Commingeois », d'une superficie de 6 198 ha, sont un site vallonné forestier et bocager du piémont pyrénéen[22] ;
- « Garonne, Ariège, Hers, Salat, Pique et Neste », d'une superficie de 9 581 ha, un réseau hydrographique pour les poissons migrateurs (zones de frayères actives et potentielles importantes pour le Saumon en particulier qui fait l'objet d'alevinages réguliers et dont des adultes atteignent déjà Foix sur l'Ariège[23] ;

#### Zones naturelles d'intérêt écologique, faunistique et floristique

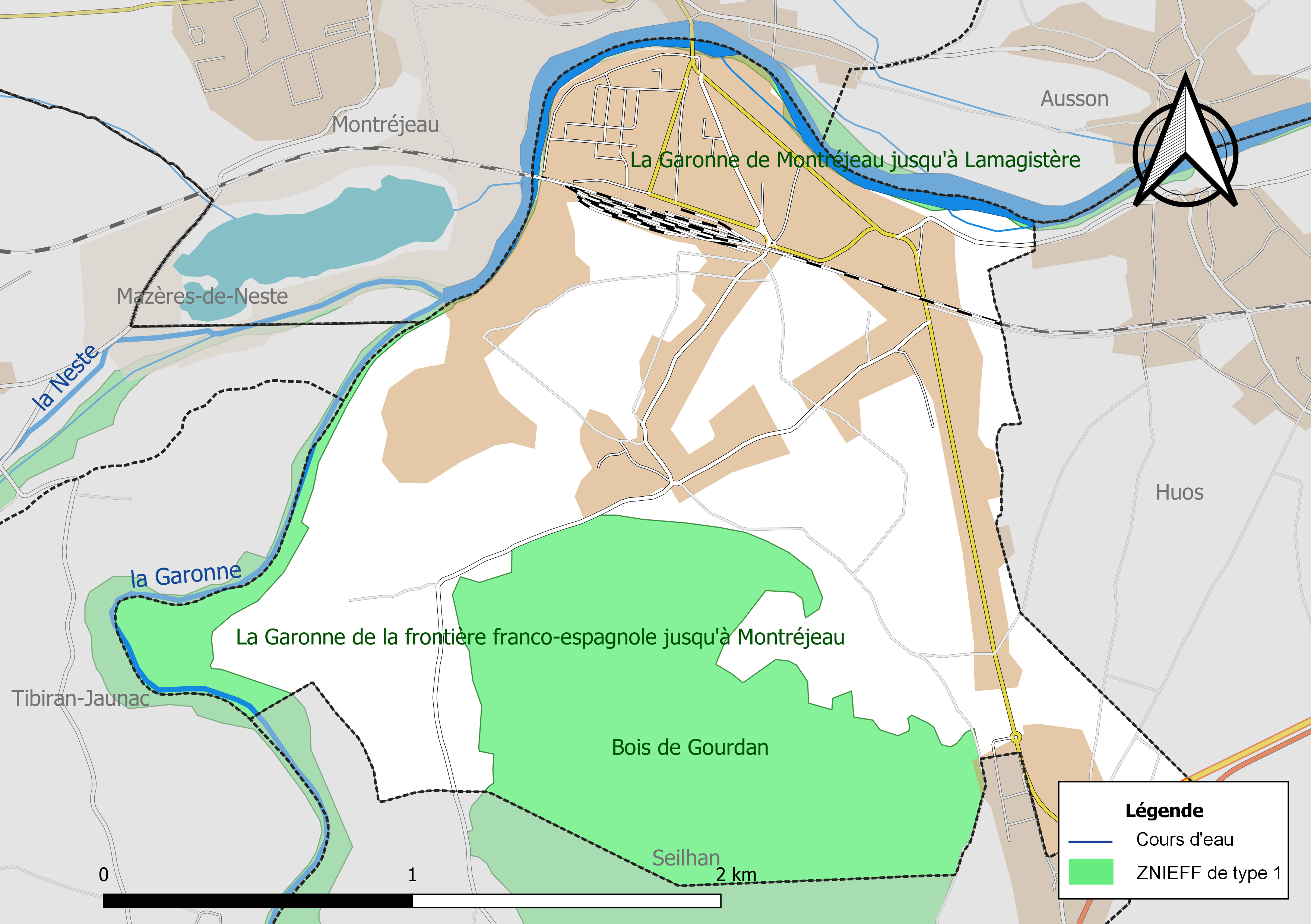
Carte des ZNIEFF de type 1 localisées sur la commune.

L’inventaire des zones naturelles d'intérêt écologique, faunistique et floristique (ZNIEFF) a pour objectif de réaliser une couverture des zones les plus intéressantes sur le plan écologique, essentiellement dans la perspective d’améliorer la connaissance du patrimoine naturel national et de fournir aux différents décideurs un outil d’aide à la prise en compte de l’environnement dans l’aménagement du territoire.
Trois ZNIEFF de type 1 sont recensées sur la commune :
- les « bois de Gourdan » (204 ha), couvrant 2 communes du département[25] ;
- « la Garonne de la frontière franco-espagnole jusqu'à Montréjeau » (469 ha), couvrant 38 communes dont 28 dans la Haute-Garonne et dix dans les Hautes-Pyrénées[26],
- « la Garonne de Montréjeau jusqu'à Lamagistère » (5 075 ha), couvrant 92 communes dont 63 dans la Haute-Garonne, trois en Lot-et-Garonne et 26 en Tarn-et-Garonne[27] ;

et trois ZNIEFF de type 2, : 
- les « avant-monts de Gourdan-Polignan à Labroquère » (503 ha), couvrant 3 communes du département[28] ;
- « Garonne amont, Pique et Neste » (1 788 ha), couvrant 112 communes dont 42 dans la Haute-Garonne et 70 dans les Hautes-Pyrénées[29] ;
- « la Garonne et milieux riverains, en aval de Montréjeau » (6 874 ha), couvrant 93 communes dont 64 dans la Haute-Garonne, trois en Lot-et-Garonne et 26 en Tarn-et-Garonne[30].

## Urbanisme

### Typologie
Au 1er janvier 2024, Gourdan-Polignan est catégorisée bourg rural, selon la nouvelle grille communale de densité à sept niveaux définie par l'Insee en 2022.
Elle appartient à l'unité urbaine de Montréjeau, une agglomération inter-départementale regroupant cinq  communes, dont elle est une commune de la banlieue,,. Par ailleurs la commune fait partie de l'aire d'attraction de Saint-Gaudens, dont elle est une commune de la couronne,. Cette aire, qui regroupe 85 communes, est catégorisée dans les aires de moins de 50 000 habitants,.

### Occupation des sols
L'occupation des sols de la commune, telle qu'elle ressort de la base de données européenne d’occupation biophysique des sols Corine Land Cover (CLC), est marquée par l'importance des forêts et milieux semi-naturels (38,7 % en 2018), en augmentation par rapport à 1990 (33,9 %). La répartition détaillée en 2018 est la suivante : 
zones agricoles hétérogènes (35,5 %), forêts (33,9 %), zones urbanisées (21,5 %), milieux à végétation arbustive et/ou herbacée (4,9 %), zones industrielles ou commerciales et réseaux de communication (1,8 %), prairies (1,4 %), terres arables (0,7 %), espaces verts artificialisés, non agricoles (0,5 %). L'évolution de l’occupation des sols de la commune et de ses infrastructures peut être observée sur les différentes représentations cartographiques du territoire : la carte de Cassini (XVIIIe siècle), la carte d'état-major (1820-1866) et les cartes ou photos aériennes de l'IGN pour la période actuelle (1950 à aujourd'hui).

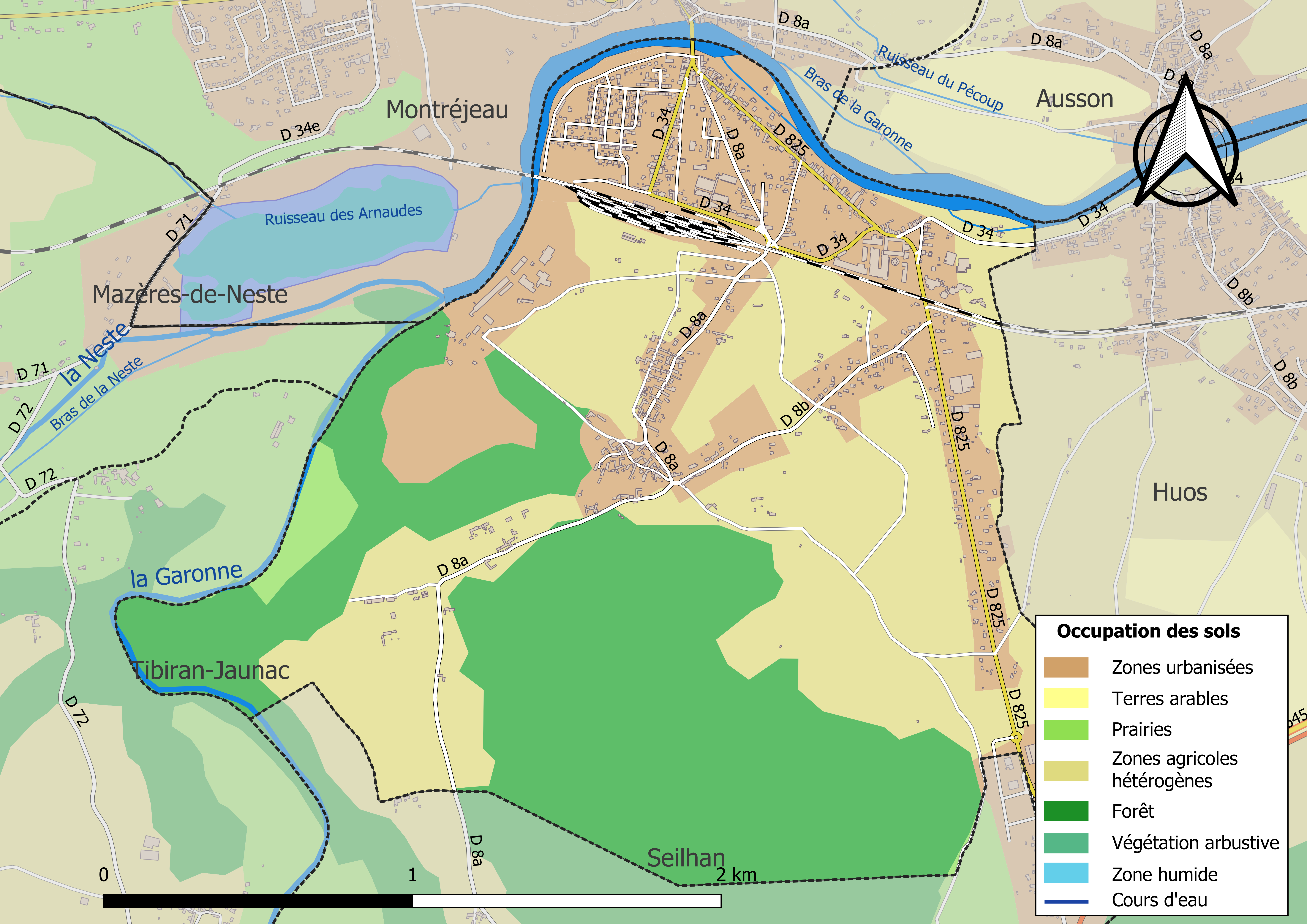
Carte des infrastructures et de l'occupation des sols de la commune en 2018 (CLC).

### Voies de communication et transports

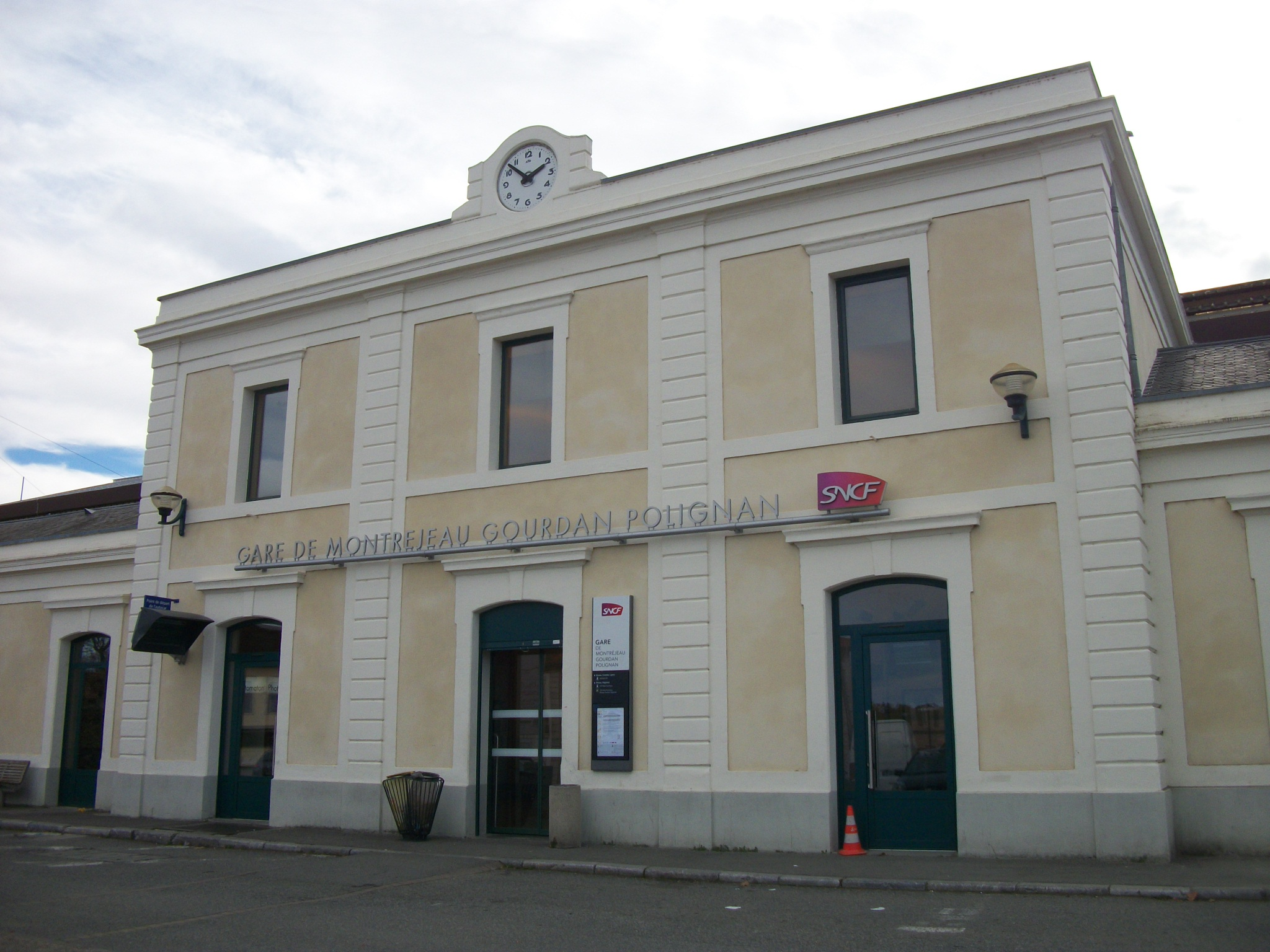
Gare de Montréjeau-Gourdan-Polignan.

Accès avec la route nationale 125 et par l'autoroute A64 sortie no 17 et l'ex-route nationale 117, maintenant D 817.
- En bus avec le réseau Arc-en-ciel.
- En train en gare de Montréjeau-Gourdan-Polignan.

### Risques majeurs
Le territoire de la commune de Gourdan-Polignan est vulnérable à différents aléas naturels : météorologiques (tempête, orage, neige, grand froid, canicule ou sécheresse), inondations, feux de forêts et séisme (sismicité modérée). Il est également exposé à un risque technologique, la rupture d'un barrage. Un site publié par le BRGM permet d'évaluer simplement et rapidement les risques d'un bien localisé soit par son adresse soit par le numéro de sa parcelle.

#### Risques naturels
Certaines parties du territoire communal sont susceptibles d’être affectées par le risque d’inondation par débordement de cours d'eau, notamment la Garonne. La commune a été reconnue en état de catastrophe naturelle au titre des dommages causés par les inondations et coulées de boue survenues en 1982, 1999, 2009, 2013 et 2022,.
Un plan départemental de protection des forêts contre les incendies a été approuvé par arrêté préfectoral du 25 septembre 2006. Gourdan-Polignan est exposée au risque de feu de forêt du fait de la présence sur son territoire du massif des Pyrénées. Il est ainsi défendu aux propriétaires de la commune et à leurs ayants droit de porter ou d’allumer du feu dans l'intérieur et à une distance de 200 mètres des bois, forêts, plantations, reboisements ainsi que des landes. L’écobuage est également interdit, ainsi que les feux de type méchouis et barbecues, à l’exception de ceux prévus dans des installations fixes (non situées sous couvert d'arbres) constituant une dépendance d'habitation,.

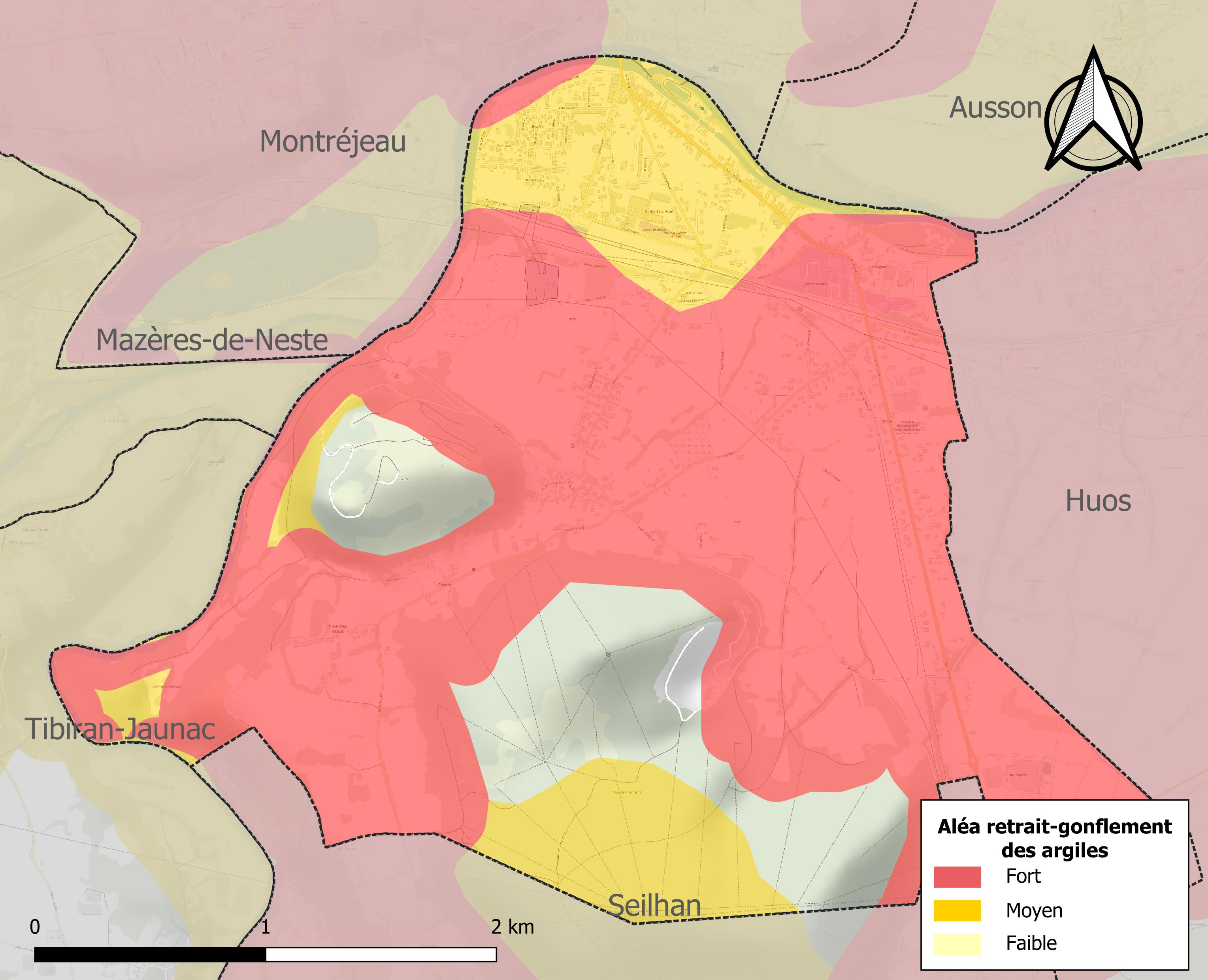
Carte des zones d'aléa retrait-gonflement des sols argileux de Gourdan-Polignan.

Le retrait-gonflement des sols argileux est susceptible d'engendrer des dommages importants aux bâtiments en cas d’alternance de périodes de sécheresse et de pluie. 85,4 % de la superficie communale est en aléa moyen ou fort (88,8 % au niveau départemental et 48,5 % au niveau national). Sur les 518 bâtiments dénombrés sur la commune en 2019, 518 sont en aléa moyen ou fort, soit 100 %, à comparer aux 98 % au niveau départemental et 54 % au niveau national. Une cartographie de l'exposition du territoire national au retrait gonflement des sols argileux est disponible sur le site du BRGM,.
Par ailleurs, afin de mieux appréhender le risque d’affaissement de terrain, l'inventaire national des cavités souterraines permet de localiser celles situées sur la commune.
Concernant les mouvements de terrains, la commune a été reconnue en état de catastrophe naturelle au titre des dommages causés par la sécheresse en 1989, 1996 et 2003 et par des mouvements de terrain en 1999 et 2013.

#### Risques technologiques
La commune est en outre située en aval des barrages du Portillon, de Cap de Long (Hautes-Pyrénées) et de l'Oule (Hautes-Pyrénées). À ce titre elle est susceptible d’être touchée par l’onde de submersion consécutive à la rupture d'un de ces ouvrages.

## Histoire
Déjà occupé durant la Préhistoire au Magdalénien (présence humaine avérée dans le site de la grotte de l'Éléphant), le site de Gourdan-Polignan connut une occupation romaine avec les domaines de Gordius et de Paulinius. On peut imaginer que le domaine de Gordius se trouvait au lieu-dit « le Bazert » où fut trouvée une représentation de Baeserte, dieu à tête de sanglier du panthéon gallo-romain, et où sont signalés des vestiges de villa vers l'actuel rond-point de l'échangeur de la nouvelle autoroute près de la colline du bois d'Huos[réf. nécessaire].

Une hypothèse plus hasardeuse fait situer le domaine de Paulinius vers l'actuelle place de la prairie. Cette éminence proche de la Garonne permettait de contrôler le passage. En ce lieu, on peut encore voir une tour ronde du XIe siècle attestant de l'ancienneté de l'occupation de l'endroit. Le chemin qui relie le LGT-LP Paul-Mathou à la gare se nomma longtemps « le chemin de ronde »[réf. nécessaire]. 

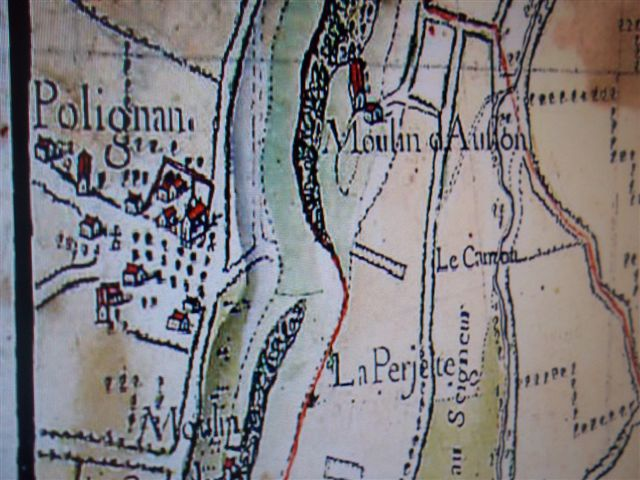
Place de la Prairie en 1716.

 La carte dressée en 1716 par Hypolite Matis et conservée aux archives des Yvelines permet de constater qu'à cette époque depuis le pont de Montréjeau jusqu'au moulin d'Huos il n'y avait aucune construction le long de la Garonne et que les seuls bâtiments  - à part deux maisons à droite du pont - étaient le couvent des Cordeliers, la chapelle, la tour de la place de la Prairie et quelques maisons dispersées autour. Nous pouvons grâce à cette carte affirmer que le Polignan de l'époque se concentrait sur la place devant le lycée actuel.
Messire François de Lapaste est attesté comme seigneur de Polignan en 1659 (sentence du 7 juillet au Parlement de Toulouse).

## Politique et administration

### Administration municipale
Le nombre d'habitants au recensement de 2011 étant compris entre 500 et 1 499 habitants, le nombre de membres du conseil municipal pour l'élection de 2014 est de quinze,.

### Rattachements administratifs et électoraux
Commune faisant partie de la huitième circonscription de la Haute-Garonne, de la communauté de communes des Pyrénées Haut-Garonnaises et du canton de Bagnères-de-Luchon (avant le redécoupage départemental de 2014, Gourdan-Polignan faisait partie de l'ex-canton de Barbazan).

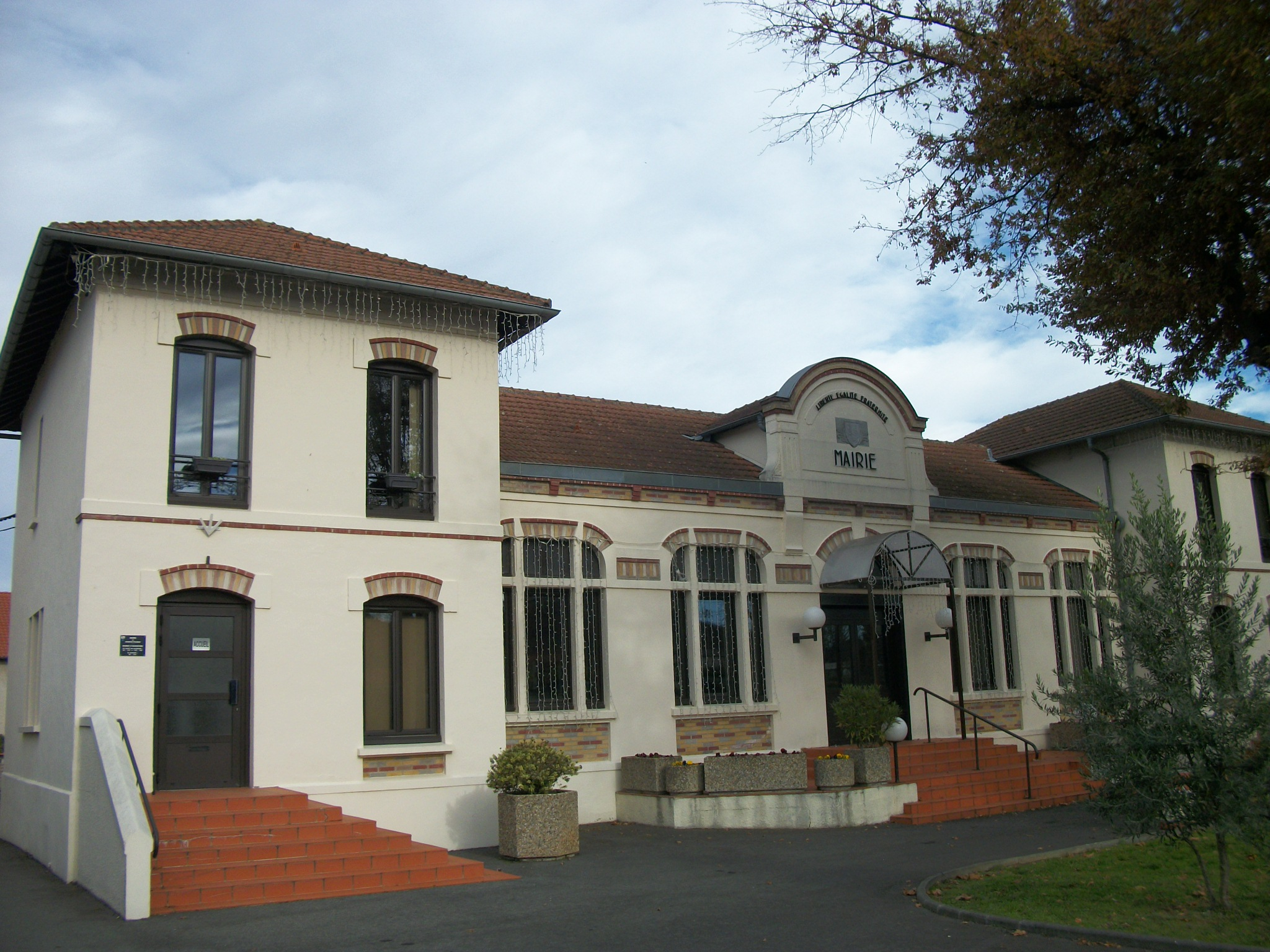
Mairie de Gourdan-Polignan

### Tendances politiques et résultats
| Période                                  | Période  | Identité          | Étiquette   | Qualité    |
| ---------------------------------------- | -------- | ----------------- | ----------- | ---------- |
| Les données manquantes sont à compléter. |          |                   |             |            |
| 1971                                     | 2004     | René Arnaud       | PS          |            |
| 2004                                     | 2008     | Edmond Sarthou    |             |            |
| mars 2008                                | 2014     | Serge Launay      |             |            |
| 2014                                     | En cours | Patrick Saulneron | DVG puis LR | commerçant |

## Population et société

### Démographie
Les habitants sont appelés les Gourdanais ou Polignanais, car les deux villages sont distincts.
L'évolution du nombre d'habitants est connue à travers les recensements de la population effectués dans la commune depuis 1793. Pour les communes de moins de 10 000 habitants, une enquête de recensement portant sur toute la population est réalisée tous les cinq ans, les populations de référence des années intermédiaires étant quant à elles estimées par interpolation ou extrapolation. Pour la commune, le premier recensement exhaustif entrant dans le cadre du nouveau dispositif a été réalisé en 2006.

En 2022, la commune comptait 1 177 habitants, en évolution de −2,57 % par rapport à 2016 (Haute-Garonne : +8,02 %, France hors Mayotte : +2,11 %).
| 1793 | 1800 | 1806 | 1821 | 1831  | 1836  | 1841  | 1846  | 1851  |
| ---- | ---- | ---- | ---- | ----- | ----- | ----- | ----- | ----- |
| 855  | 808  | 811  | 943  | 1 117 | 1 189 | 1 305 | 1 363 | 1 366 |

| 1856  | 1861  | 1866  | 1872  | 1876  | 1881  | 1886  | 1891  | 1896  |
| ----- | ----- | ----- | ----- | ----- | ----- | ----- | ----- | ----- |
| 1 263 | 1 306 | 1 395 | 1 272 | 1 614 | 1 724 | 1 682 | 1 502 | 1 510 |

| 1901  | 1906  | 1911 | 1921  | 1926  | 1931  | 1936  | 1946  | 1954  |
| ----- | ----- | ---- | ----- | ----- | ----- | ----- | ----- | ----- |
| 1 140 | 1 067 | 998  | 1 021 | 1 366 | 1 214 | 1 278 | 1 322 | 1 482 |

| 1962  | 1968  | 1975  | 1982  | 1990  | 1999  | 2006  | 2011  | 2016  |
| ----- | ----- | ----- | ----- | ----- | ----- | ----- | ----- | ----- |
| 1 531 | 1 664 | 1 656 | 1 394 | 1 221 | 1 194 | 1 331 | 1 333 | 1 208 |

| 2021  | 2022  | - | - | - | - | - | - | - |
| ----- | ----- | - | - | - | - | - | - | - |
| 1 180 | 1 177 | - | - | - | - | - | - | - |

| selon la population municipale des années : | 1968 | 1975 | 1982 | 1990 | 1999 | 2006 | 2009 | 2013 |
| Rang de la commune dans le département      | 40   | 63   | 82   | 104  | 121  | 128  | 126  | 134  |
| Nombre de communes du département           | 592  | 582  | 586  | 588  | 588  | 588  | 589  | 589  |

### Enseignement
Gourdan-Polignan fait partie de l'académie de Toulouse.
La commune possède une école maternelle, une école élémentaire, un Centre de Formation d'Apprentis (CFA), le lycée Paul-Mathou (lycée général technologique et professionnel).

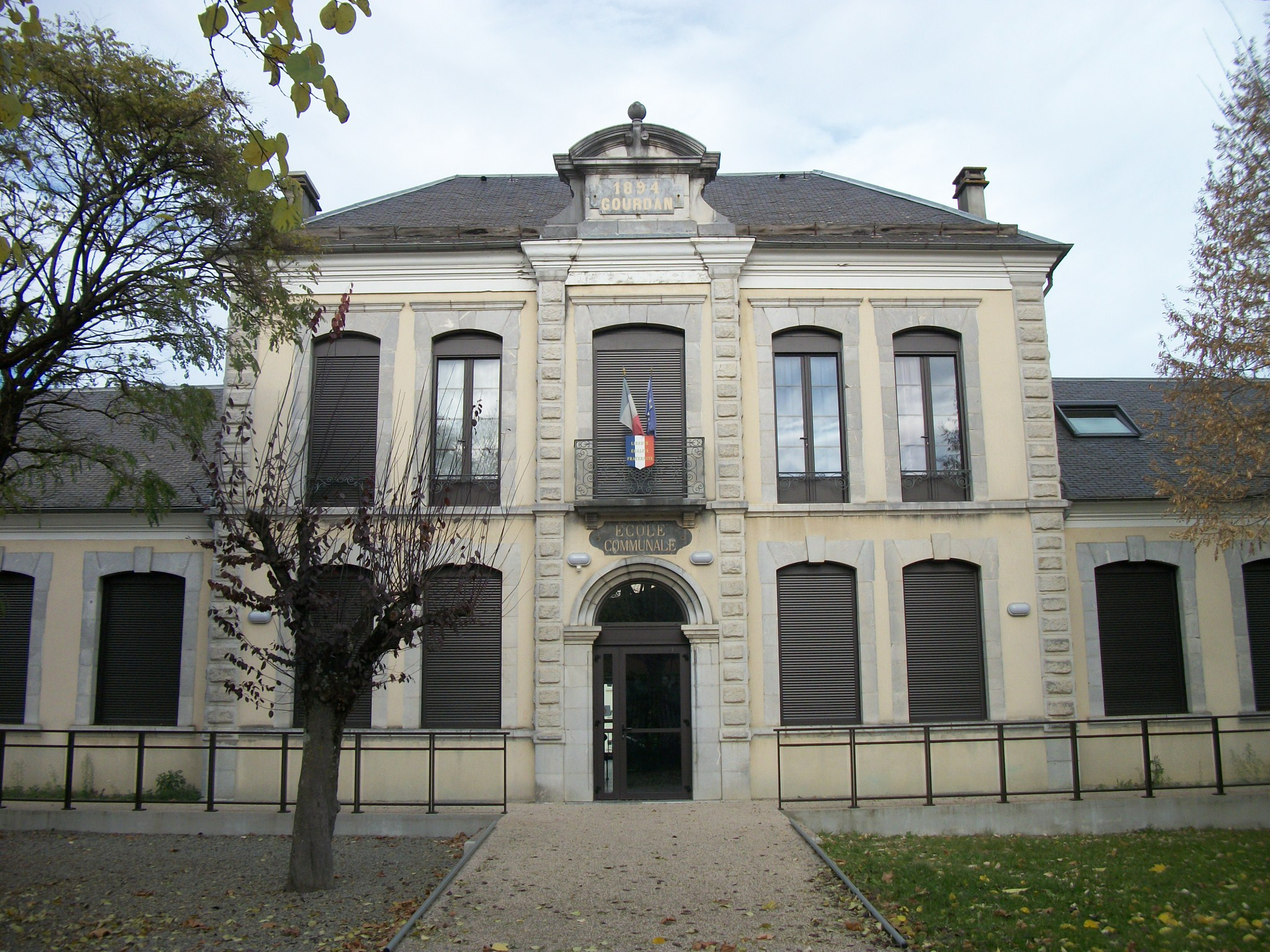
École maternelle.
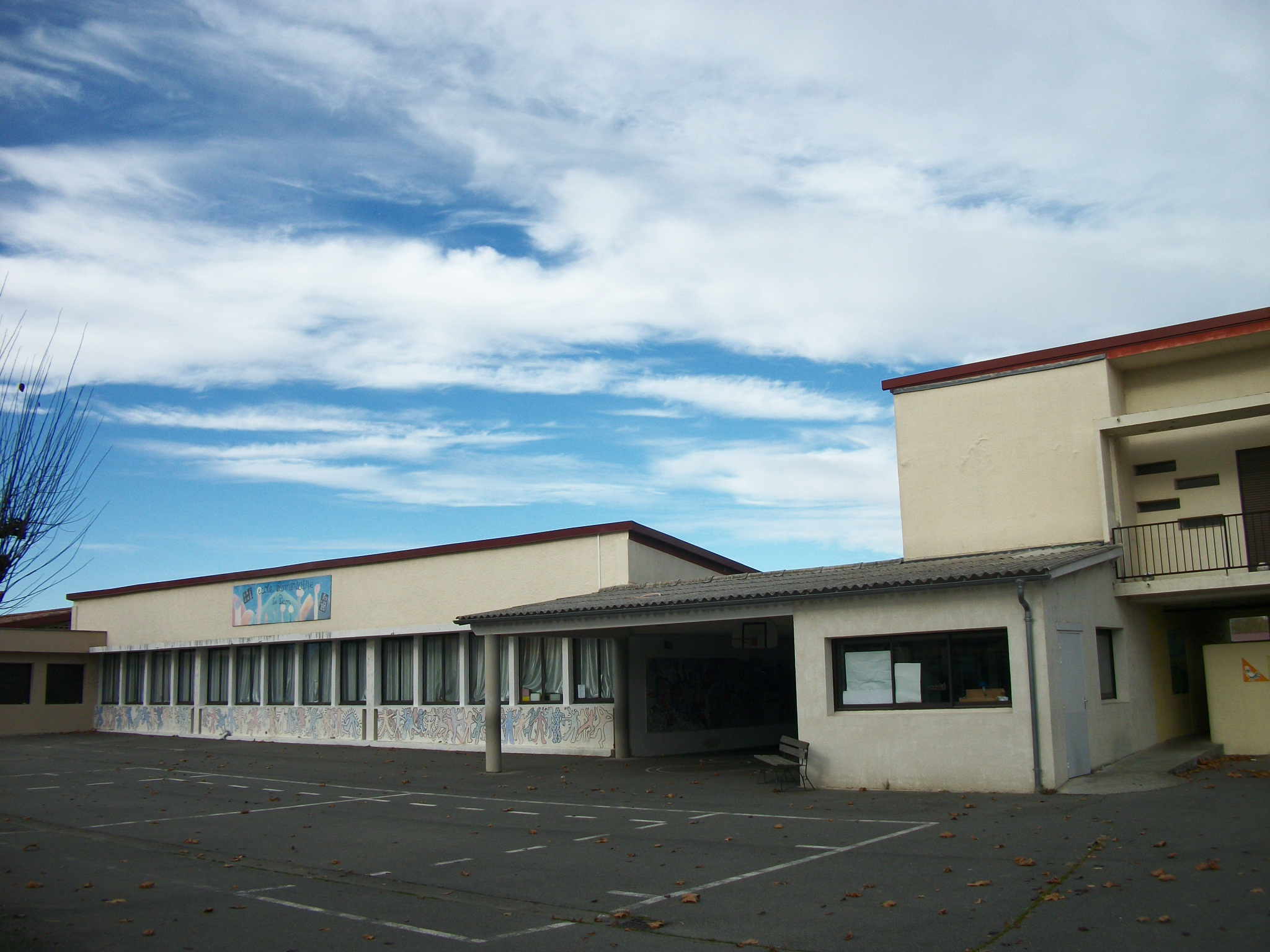
École élémentaire.
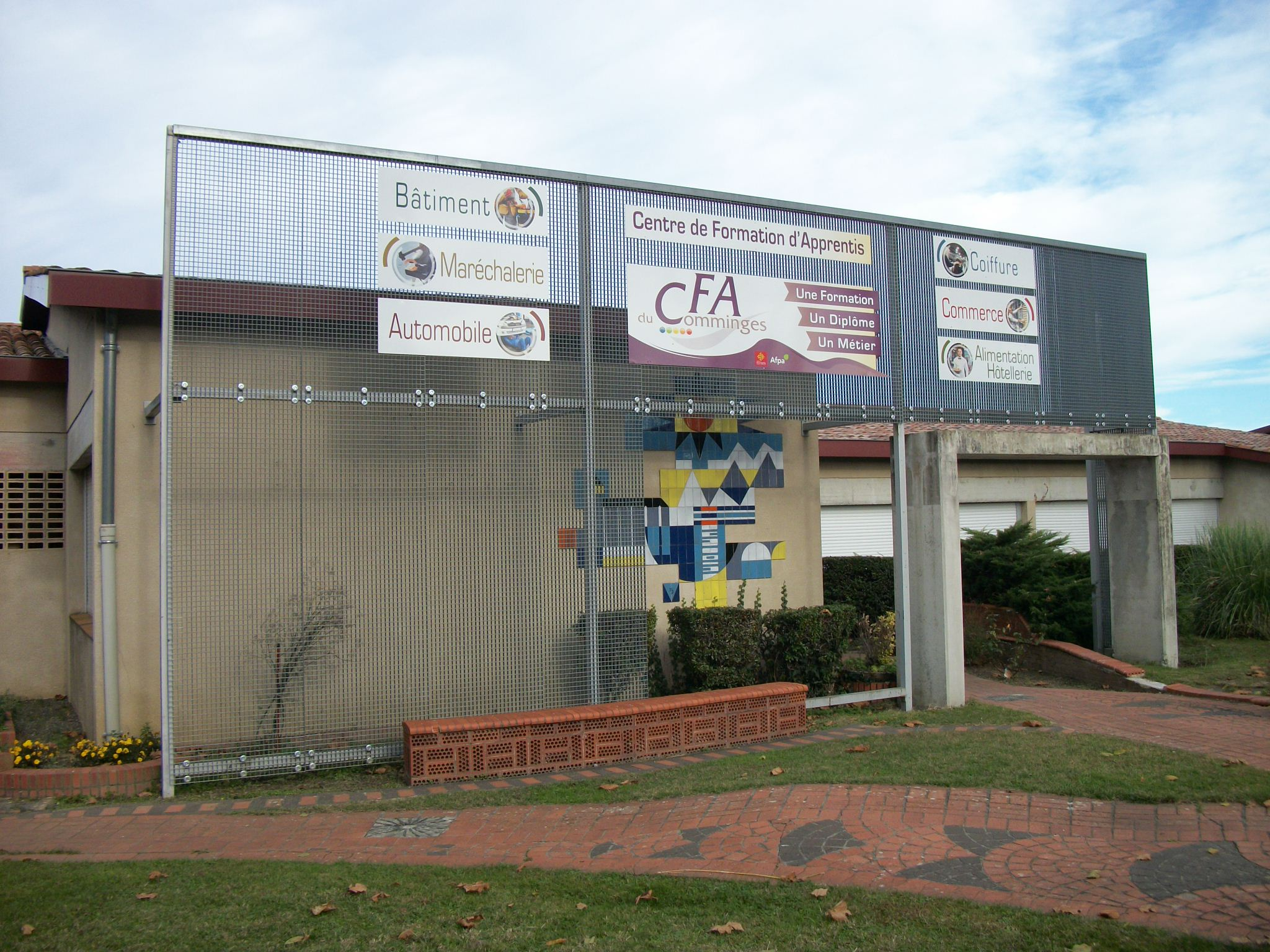
Centre de Formation d'Apprentis.
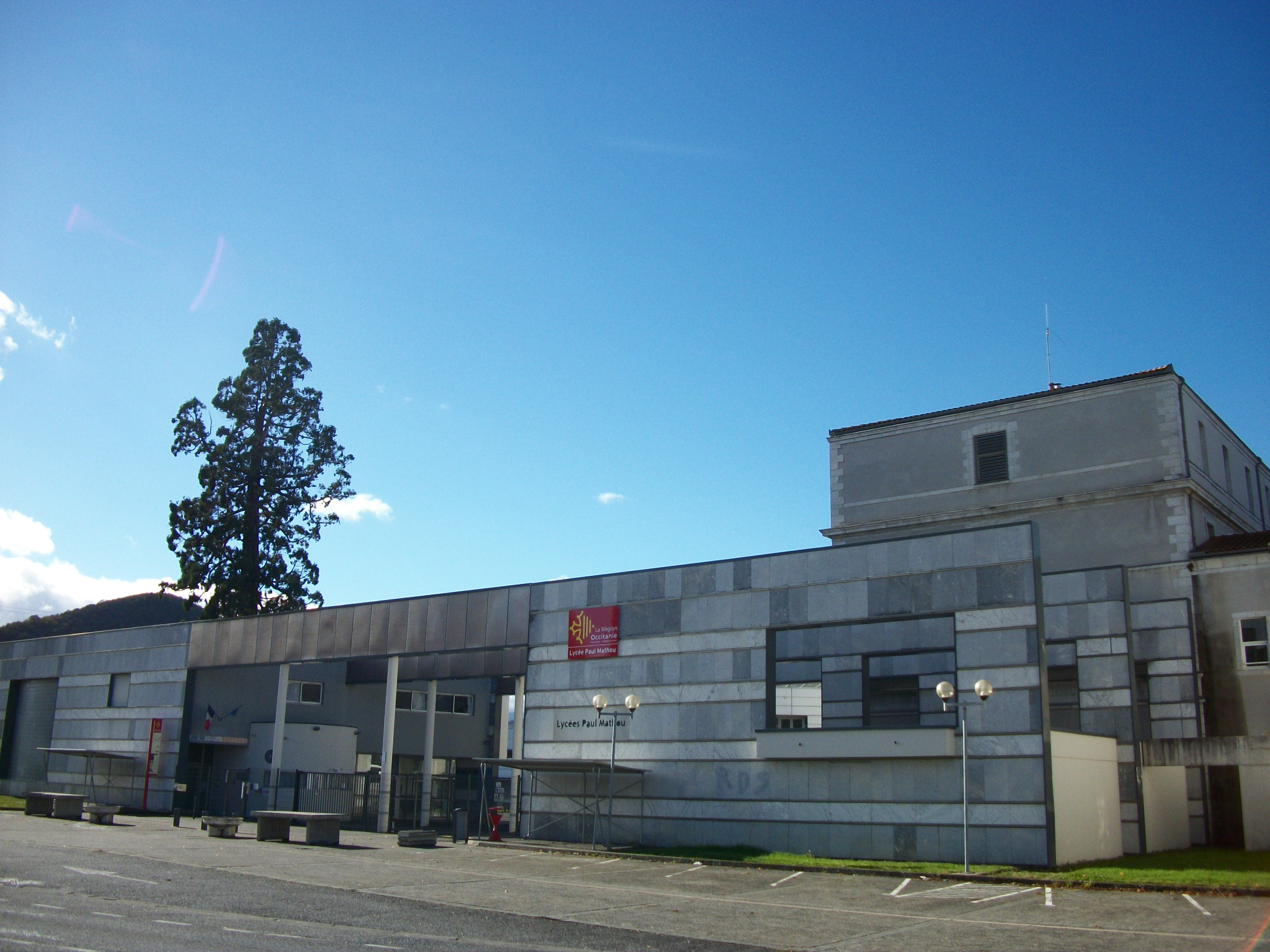
Lycée Paul Mathou à Gourdan-Polignan.

### Manifestations culturelles et festivités
Médiathèque, comité des fêtes, vide grenier,

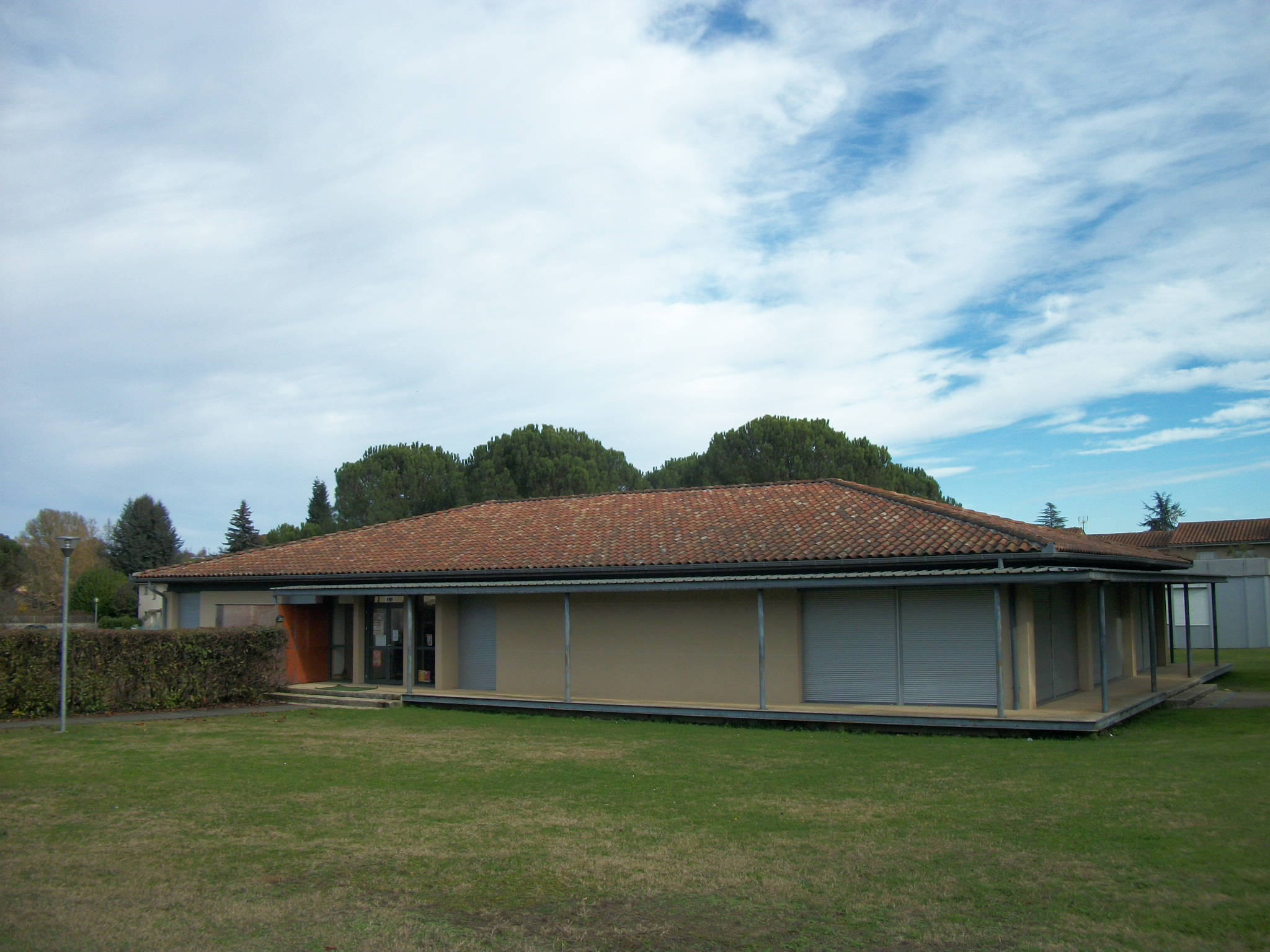
Médiathèque et maison des associations de Gourdan-Polignan

### Activités sportives
Club de football. chasse, pétanque, ville d'accueil de la semaine fédérale internationale de cyclotourisme en 1975,

### Écologie et recyclage
Un canal alimente une micro-centrale hydroélectrique.
Construite en 1977, la station d'épuration a été réhabilitée en 2016,.

## Économie

### Revenus
En 2018  (données Insee publiées en septembre 2021), la commune compte 557 ménages fiscaux, regroupant 1 061 personnes. La médiane du revenu disponible par unité de consommation est de 18 550 € (23 140 € dans le département).

### Emploi
|                | 2008  | 2013   | 2018   |
| -------------- | ----- | ------ | ------ |
| Commune        | 6,9 % | 10,9 % | 14,5 % |
| Département    | 7,7 % | 9,6 %  | 9,3 %  |
| France entière | 8,3 % | 10 %   | 10 %   |

En 2018, la population âgée de 15 à 64 ans s'élève à 703 personnes, parmi lesquelles on compte 65,4 % d'actifs (50,8 % ayant un emploi et 14,5 % de chômeurs) et 34,6 % d'inactifs,. En  2018, le taux de chômage communal (au sens du recensement) des 15-64 ans est supérieur à celui du département et de la France, alors qu'en 2008 la situation était inverse.
La commune fait partie de la couronne de l'aire d'attraction de Saint-Gaudens, du fait qu'au moins 15 % des actifs travaillent dans le pôle,. Elle compte 685 emplois en 2018, contre 604 en 2013 et 612 en 2008. Le nombre d'actifs ayant un emploi résidant dans la commune est de 364, soit un indicateur de concentration d'emploi de 188,4 % et un taux d'activité parmi les 15 ans ou plus de 43,4 %.
Sur ces 364 actifs de 15 ans ou plus ayant un emploi, 99 travaillent dans la commune, soit 27 % des habitants. Pour se rendre au travail, 86,1 % des habitants utilisent un véhicule personnel ou de fonction à quatre roues, 4,6 % les transports en commun, 6,6 % s'y rendent en deux-roues, à vélo ou à pied et 2,8 % n'ont pas besoin de transport (travail au domicile).

### Activités hors agriculture

#### Secteurs d'activités
91 établissements sont implantés  à Gourdan-Polignan au 31 décembre 2019. Le tableau ci-dessous en détaille le nombre par secteur d'activité et compare les ratios avec ceux du département,.
| Secteur d'activité                                                                                        | Commune | Commune | Département |
| Secteur d'activité                                                                                        | Nombre  | %       | %           |
| --- | ------- | ------- | ----------- |
| Ensemble                                                                                                  | 91      |         |             |
| Industrie manufacturière, industries extractives et autres                                                | 7       | 7,7 %   | (5,7 %)     |
| Construction                                                                                              | 10      | 11 %    | (12 %)      |
| Commerce de gros et de détail, transports, hébergement et restauration                                    | 37      | 40,7 %  | (25,9 %)    |
| Activités financières et d'assurance                                                                      | 1       | 1,1 %   | (3,8 %)     |
| Activités immobilières                                                                                    | 3       | 3,3 %   | (4,2 %)     |
| Activités spécialisées, scientifiques et techniques et activités de services administratifs et de soutien | 2       | 2,2 %   | (19,8 %)    |
| Administration publique, enseignement, santé humaine et action sociale                                    | 23      | 25,3 %  | (16,6 %)    |
| Autres activités de services                                                                              | 8       | 8,8 %   | (7,9 %)     |

Le secteur du commerce de gros et de détail, des transports, de l'hébergement et de la restauration est prépondérant sur la commune puisqu'il représente 40,7 % du nombre total d'établissements de la commune (37 sur les 91 entreprises implantées à Gourdan-Polignan), contre 25,9 % au niveau départemental.

#### Entreprises et commerces
Les cinq entreprises ayant leur siège social sur le territoire communal qui génèrent le plus de chiffre d'affaires en 2020 sont : 
- Pyredial, hypermarchés (29 863 k€)
- Adoue Materiaux, commerce de gros (commerce interentreprises) de bois et de matériaux de construction (13 459 k€)
- Sirius, restauration de type rapide (1 912 k€)
- Optique Des Vallees, commerces de détail d'optique (465 k€)
- Gourdis, activités des sociétés holding (391 k€)

### Agriculture
|               | 1988 | 2000 | 2010 | 2020 |
| ------------- | ---- | ---- | ---- | ---- |
| Exploitations | 13   | 3    | 5    | 2    |
| SAU (ha)      | 104  | 104  | 148  | 156  |

La commune est dans « La Rivière », une petite région agricole localisée dans le sud du département de la Haute-Garonne, constituant la partie piémont au relief plus doux que les Pyrénées centrales la bordant au sud et où la vallée de la Garonne s’élargit. En 2020, l'orientation technico-économique de l'agriculture sur la commune est l'élevage bovin, orientation mixte lait et viande. Deux exploitations agricoles ayant leur siège dans la commune sont dénombrées lors du recensement agricole de 2020 (13 en 1988). La superficie agricole utilisée est de 156 ha,,.

## Culture locale et patrimoine

### Lieux et monuments

#### La grotte de l'Éléphant
La grotte de l'Éléphant ou grotte de Gourdan est située sur le versant ouest de la colline du Bouchet. Elle est classée monument historique en 1956. Elle a fait l’objet de plusieurs campagnes de fouilles. Les premières ont été réalisées entre 1871 et 1874 par Édouard Piette. Elle a livré de très nombreux vestiges de mobilier préhistorique correspondant à trois périodes successives, l'Aurignacien, le Magdalénien et l'Azilien. Il s'agit également d'une grotte ornée puisque des figurations pariétales y ont été découvertes en 1989.

La grotte de l'Éléphant à Gourdan–Polignan
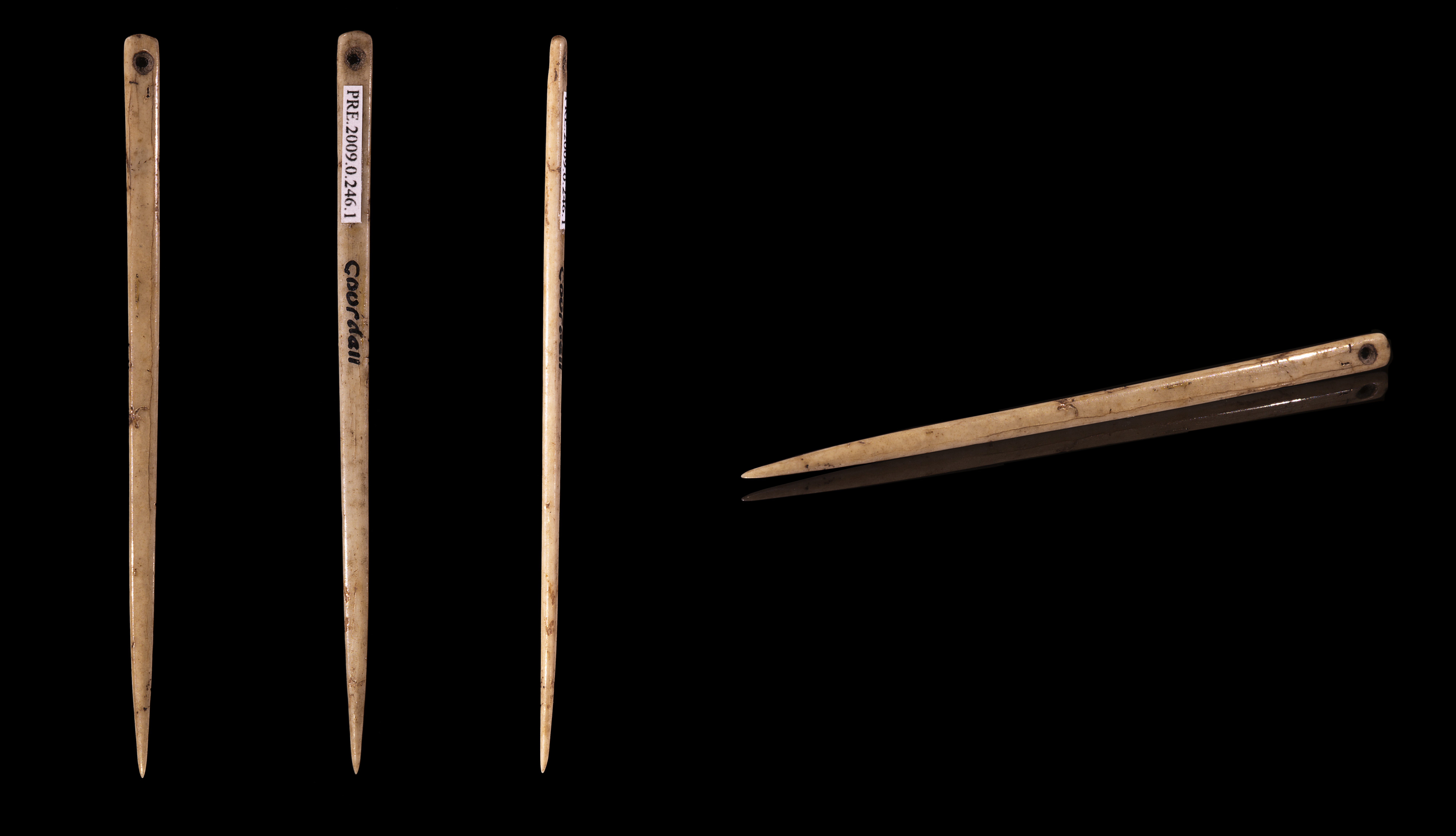
Aiguille à chas plate en os, Magdalénien
- Muséum de Toulouse.
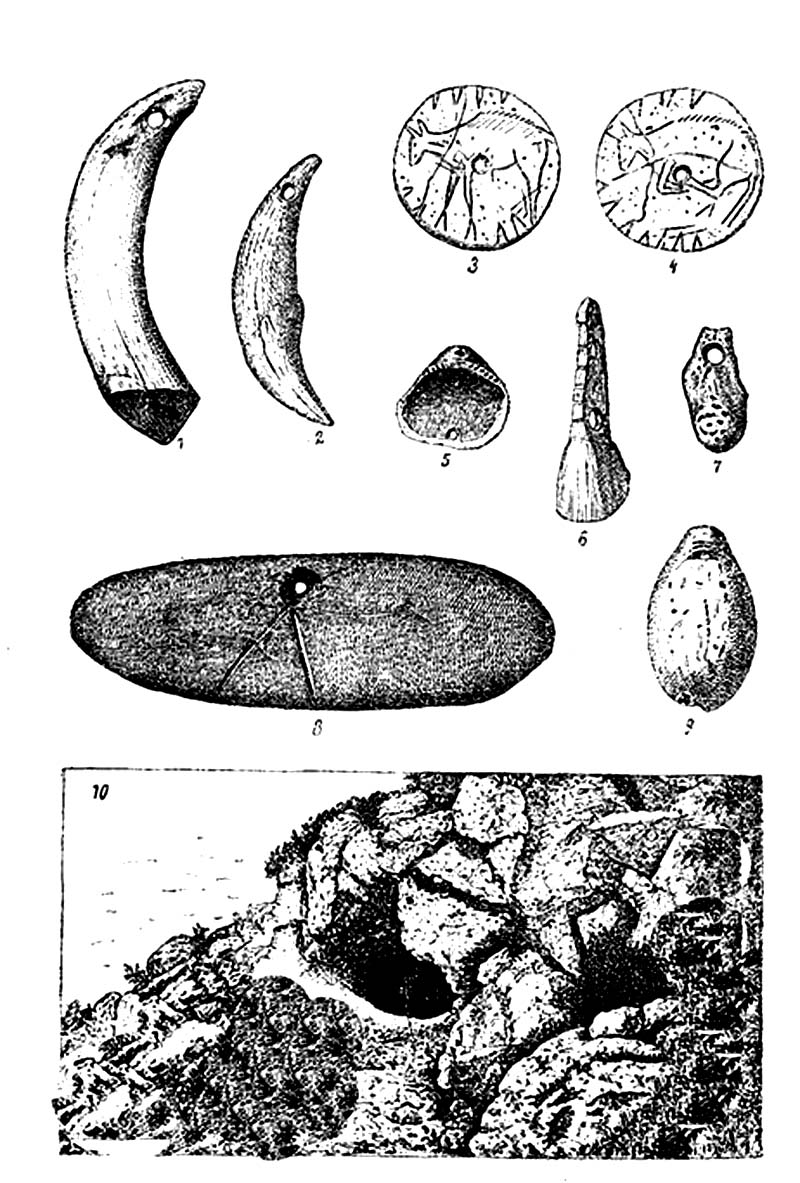
La grotte de l'Éléphant.

#### Autres lieux et monuments
- Un château Renaissance fut édifié en 1520 par Hespagnolet de Mauléon au pied du Bouchet[63].
- Ruine du château des « muraillettes », qui se dressait au sommet de la colline du Bouchet et qui fut détruit dans les années 1950.
- La Chapelle Notre-Dame de Polignan, anciennement chapelle des Cordeliers, abrite une réplique de la vierge noire qui fut vénérée au cours des siècles passés[52].
- Bâtiments de l'ancien petit séminaire de Polignan convertis en lycée Paul Mathou, lieu d'étude de nombreuses élites des XIXe et XXe siècles (Ferdinand Foch entre autres), témoignaient du prestigieux passé de Polignan.
- Église Saint-Vincent.
- Le pont sur la Garonne de Gourdan-Polignan franchissant la Garonne, est inscrit au titre des Monuments historiques depuis 1984[64]. Il est répertorié dans la base Mérimée, base de données sur le patrimoine architectural français du ministère de la Culture, sous la référence PA00094346.
- Croix du Picon Garros à 630 m d'altitude, érigée en 1880[63].
- Monument avec une croix en fer forgé.
- Un lavoir restauré.
- Passerelle piétonne sur la Garonne reliant Gourdan-Polignan à Montréjeau via le lac de Montréjeau (construite entre 2018 et 2019, inaugurée le 4 octobre 2019)[65],[66],[67].

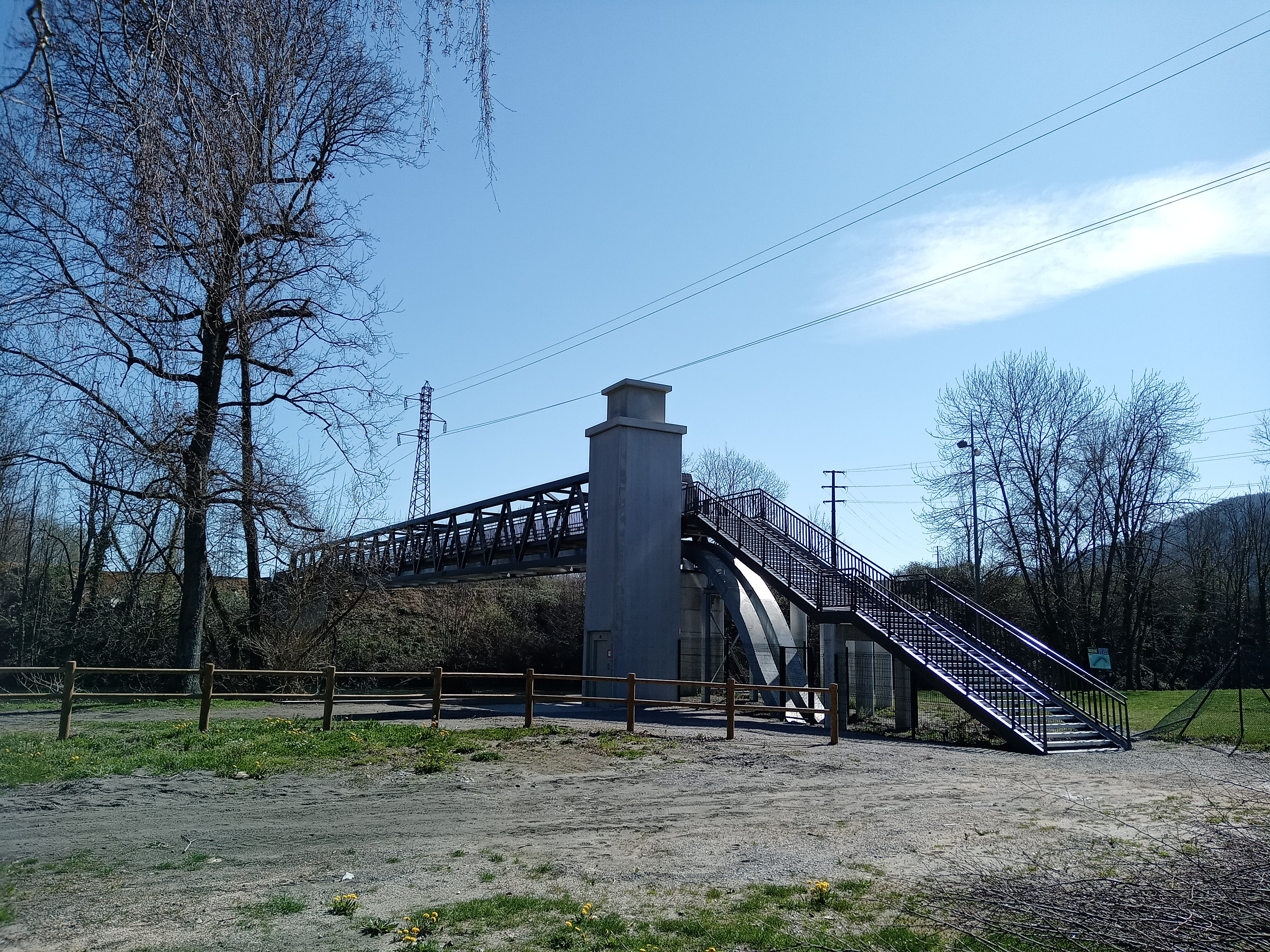
Passerelle piétonne reliant Gourdan-Polignan à Montréjeau.
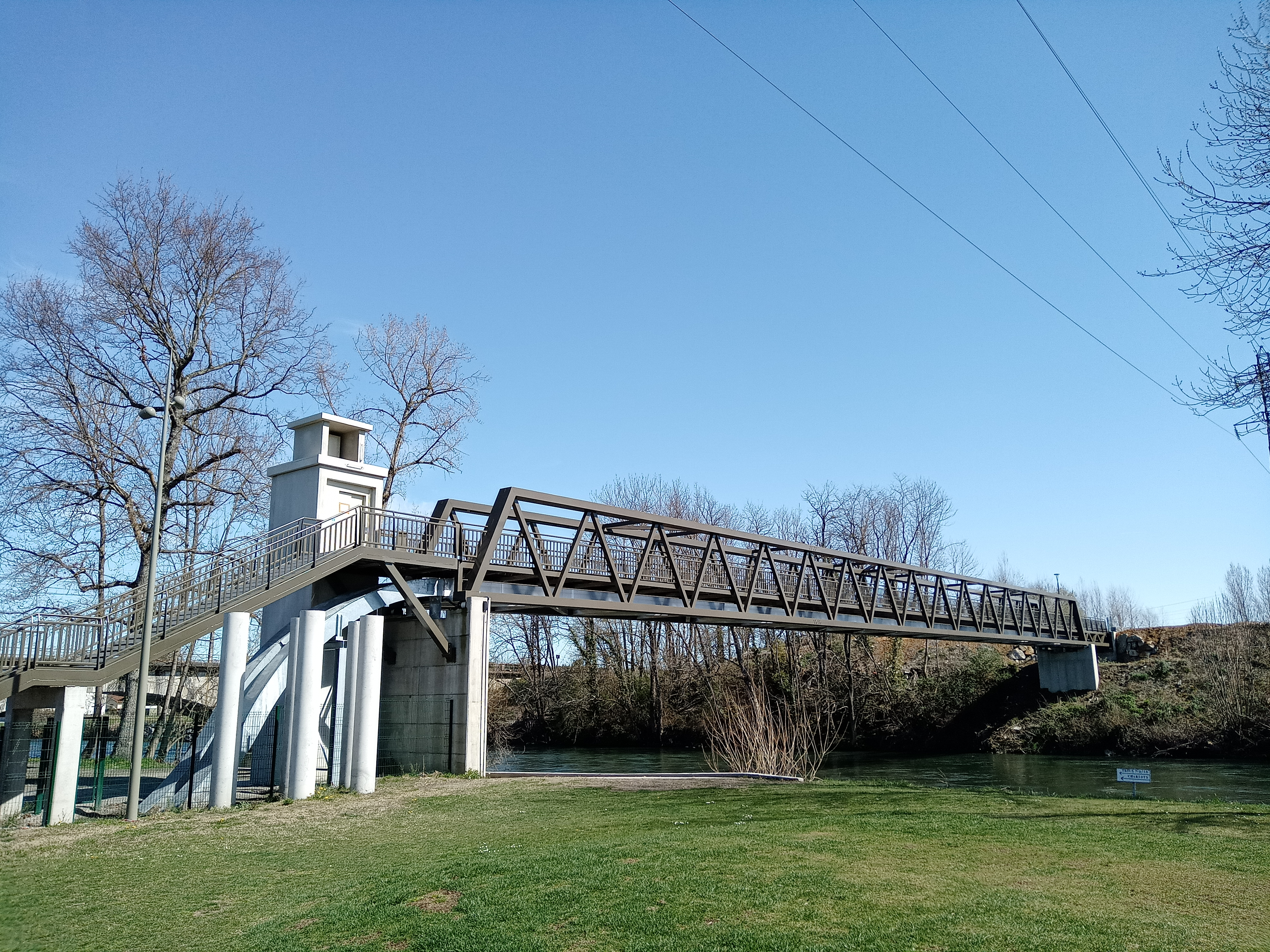
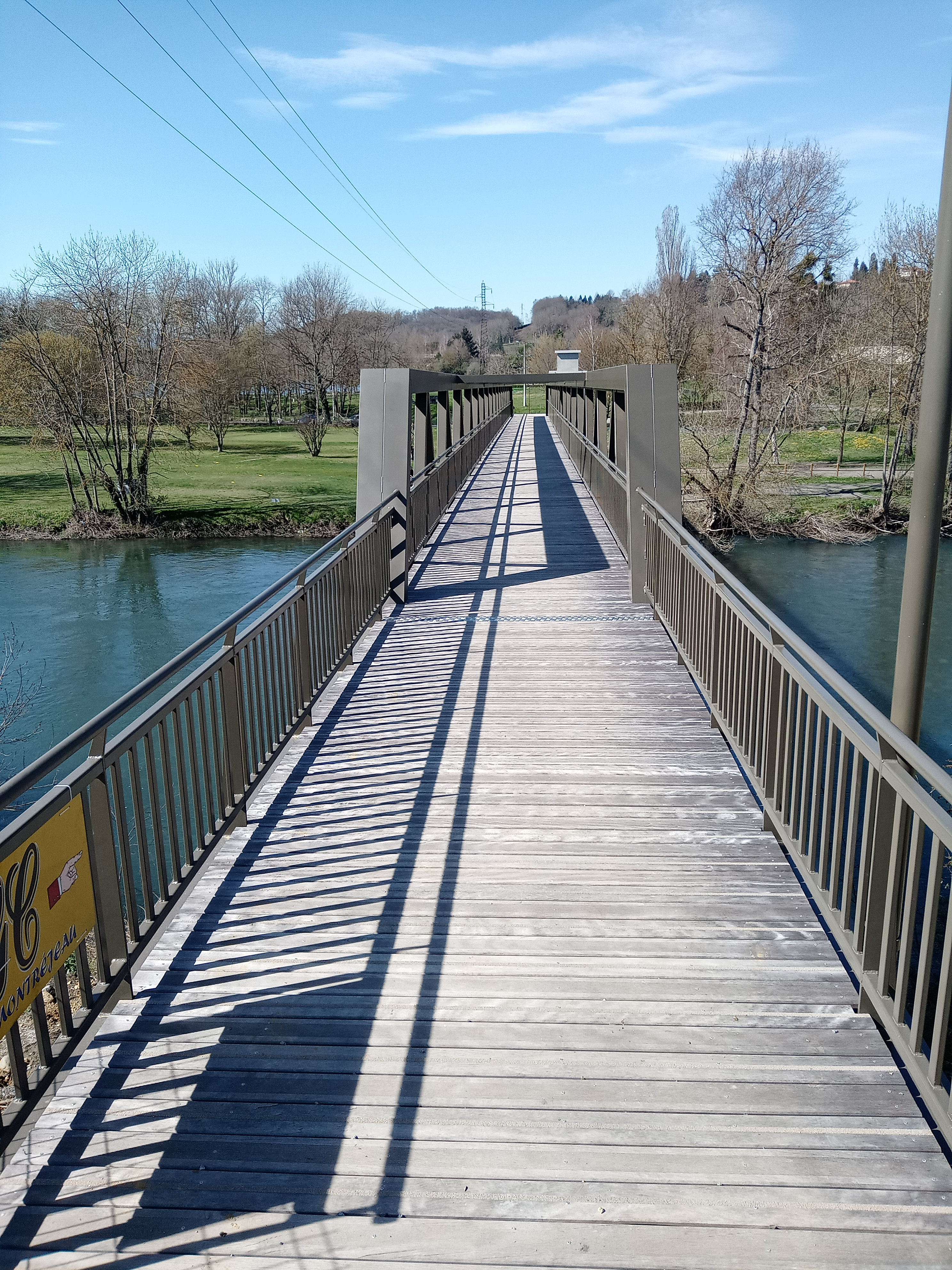
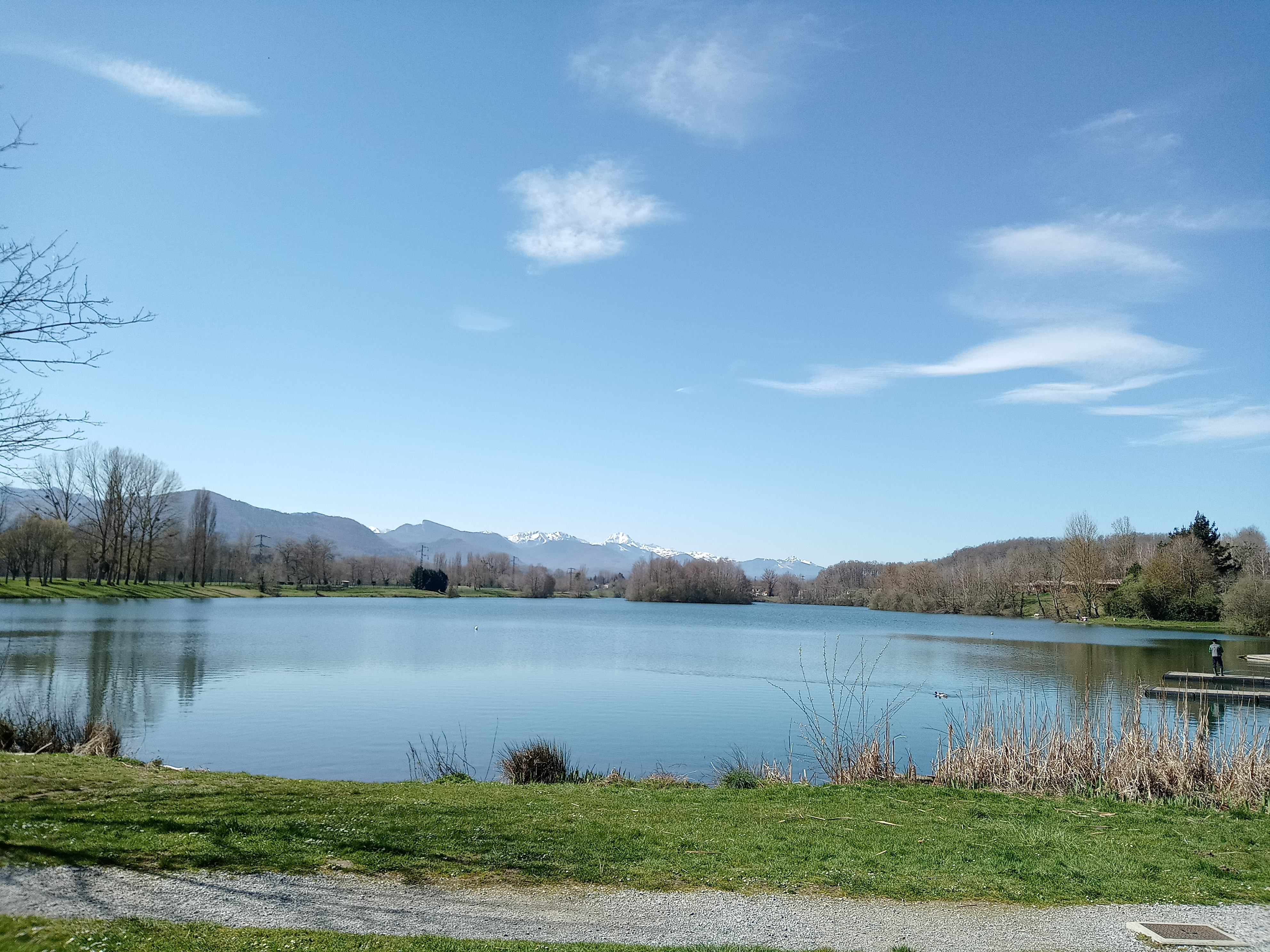
Lac de Montréjeau.

### Patrimoine naturel
Le site Natura 2000 Chaînons calcaires du Piémont Commingeois est classé en zone spéciale de conservation depuis 2007 ; avec une superficie de 6 198 hectares, il s'étend sur une partie de la commune de Gourdan-Polignan.

### Personnalités liées à la commune
- Louis Robach
- Joseph Lécussan

### Héraldique
| Blason de Gourdan-Polignan | Blason  | Coupé : au premier d'argent au lévrier rampant de sable, la tête contournée, colleté du champ, surmonté d'une étoile et accosté en chef de deux autres, le tout d'or, au 2e d'azur à la roue de sainte Catherine d'or surmontée d'une branche de laurier de sinople posée en fasce. |
| Blason de Gourdan-Polignan | Détails | Le statut officiel du blason reste à déterminer. |

## Pour approfondir